# Maria Stuart (1427-1465)
Maria Stuart (1427 – 20 marzo 1465) è stata una principessa scozzese.

## Biografia
Maria era la quinta figlia di Giacomo I di Scozia, e di sua moglie, Giovanna Beaufort, figlia di John Beaufort, I duca di Somerset.
Maria aveva cinque sorelle e due fratelli gemelli, uno dei quali morì durante l'infanzia. Suo fratello sopravvissuto divenne Giacomo II di Scozia. Le sue sorelle si sposarono con varie dinastie reali europee. Sua sorella Margherita divenne delfina di Francia, Isabella divenne duchessa di Bretagna, Eleonora sposò un arciduca d'Austria, Giovanna, sordomuta, rimase in Scozia e sposò un conte scozzese, e Annabella, si sposò e divorziò due volte.

## Matrimonio
Nel 1444, la principessa Maria sposò a Veere Wolfert VI van Borselen, figlio di Hendrick van Borselen, conte di Grandpré. Il matrimonio stimolò le relazioni commerciali tra Scozia e Paesi Bassi. Non ebbero figli sopravvissuti.
Sempre nel 1444, Maria fu creata la contessa di Buchan. Nel 1464, suo marito fu maresciallo di Francia e in seguito fu creato signore di Veere e conte di Grandpre.

## Morte
Maria morì il 20 marzo 1465. Fu sepolta a Sandenburg. Dopo la sua morte, suo marito sposò Carlotta di Borbone, figlia di Luigi I, conte di Montpensier. 
Il titolo di conte di Buchan passò al fratellastro James Stewart (figlio di sua madre e del suo secondo marito) nel 1469.

## Ascendenza
|                                    |                                            |                                  | Genitori                             |  |  | Nonni |  |  | Bisnonni             |  |  | Trisnonni      |  |
|                                    |                                            |                                  |                                      |  |  |       |  |  | Roberto II di Scozia |  |  | Walter Stewart |  |
|                                    |                                            |                                  |                                      |  |  |       |  |  | Roberto II di Scozia |  |  | Walter Stewart |  |
|                                    |                                            | Marjorie Bruce                   |                                      |  |  |       |  |  | Roberto II di Scozia |  |  |                |  |
| Roberto III di Scozia              |                                            |                                  |                                      |  |  |       |  |  | Roberto II di Scozia |  |  |                |  |
|                                    |                                            | Elizabeth Mure                   | Sir Adam Mure                        |  |  |       |  |  |                      |  |  |                |  |
|                                    |                                            | Elizabeth Mure                   | Sir Adam Mure                        |  |  |       |  |  |                      |  |  |                |  |
|                                    |                                            | Elizabeth Mure                   | Joan Cunningham                      |  |  |       |  |  |                      |  |  |                |  |
| Giacomo I di Scozia                |                                            | Elizabeth Mure                   |                                      |  |  |       |  |  |                      |  |  |                |  |
|                                    |                                            | John Drummond di Lennox          | …                                    |  |  |       |  |  |                      |  |  |                |  |
|                                    |                                            | John Drummond di Lennox          | …                                    |  |  |       |  |  |                      |  |  |                |  |
|                                    |                                            | John Drummond di Lennox          | …                                    |  |  |       |  |  |                      |  |  |                |  |
| Annabella Drummond                 |                                            | John Drummond di Lennox          |                                      |  |  |       |  |  |                      |  |  |                |  |
|                                    |                                            | Mary di Montifex                 | Sir William Montifex                 |  |  |       |  |  |                      |  |  |                |  |
|                                    |                                            | Mary di Montifex                 | Sir William Montifex                 |  |  |       |  |  |                      |  |  |                |  |
|                                    |                                            | Mary di Montifex                 | …                                    |  |  |       |  |  |                      |  |  |                |  |
| Maria Stuart                       |                                            | Mary di Montifex                 |                                      |  |  |       |  |  |                      |  |  |                |  |
|                                    | Giovanni Plantageneto, I duca di Lancaster | Edoardo III d'Inghilterra        |                                      |  |  |       |  |  |                      |  |  |                |  |
|                                    | Giovanni Plantageneto, I duca di Lancaster | Edoardo III d'Inghilterra        |                                      |  |  |       |  |  |                      |  |  |                |  |
|                                    | Giovanni Plantageneto, I duca di Lancaster | Filippa di Hainaut               |                                      |  |  |       |  |  |                      |  |  |                |  |
| John Beaufort, I conte di Somerset | Giovanni Plantageneto, I duca di Lancaster |                                  |                                      |  |  |       |  |  |                      |  |  |                |  |
|                                    |                                            | Katherine Swynford               | Payne De Roet                        |  |  |       |  |  |                      |  |  |                |  |
|                                    |                                            | Katherine Swynford               | Payne De Roet                        |  |  |       |  |  |                      |  |  |                |  |
|                                    |                                            | Katherine Swynford               | …                                    |  |  |       |  |  |                      |  |  |                |  |
| Giovanna Beaufort                  |                                            | Katherine Swynford               |                                      |  |  |       |  |  |                      |  |  |                |  |
|                                    |                                            | Thomas Holland, II conte di Kent | Thomas Holland, I conte di Kent      |  |  |       |  |  |                      |  |  |                |  |
|                                    |                                            | Thomas Holland, II conte di Kent | Thomas Holland, I conte di Kent      |  |  |       |  |  |                      |  |  |                |  |
|                                    |                                            | Thomas Holland, II conte di Kent | Giovanna di Kent                     |  |  |       |  |  |                      |  |  |                |  |
| Margaret Holland                   |                                            | Thomas Holland, II conte di Kent |                                      |  |  |       |  |  |                      |  |  |                |  |
|                                    |                                            | Alice FitzAlan                   | Richard FitzAlan, X conte di Arundel |  |  |       |  |  |                      |  |  |                |  |
|                                    |                                            | Alice FitzAlan                   | Richard FitzAlan, X conte di Arundel |  |  |       |  |  |                      |  |  |                |  |
|                                    |                                            | Alice FitzAlan                   | Eleonora di Lancaster                |  |  |       |  |  |                      |  |  |                |  |
|                                    |                                            | Alice FitzAlan                   |                                      |  |  |       |  |  |                      |  |  |                |  |